# Can Campllong
Can Campllong és una masia de Castellar del Riu (Berguedà) inclosa a l'Inventari del Patrimoni Arquitectònic de Catalunya.
S'hi va des de la carretera BV-4243 (de Berga als Rasos de Peguera). Al km. 4,9 (42° 06′ 38″ N, 1° 47′ 28″ E / 42.110486°N,1.791186°E), després del trencall d'Espinalbet, es pren la pista asfaltada de l'esquerra, senyalitzada direcció "Campllong". Al cap de 400 metres es troba la pista a la masia que té el pas barrat.

## Descripció
Masia d'estructura clàssica coberta a dues aigües amb el carener paral·lel a la façana de llevant. L'actual construcció és fruit de l'ampliació de la primera masia que tenia la façana a migdia però que es traslladà a llevant en adossar-se un nou cos en aquest sector. Fou aleshores, al segle xviii, quan s'obriren noves finestres de majors dimensions i balcons amb baranes de ferro forjat.

## Història
Situada dins del terme de l'antic castell de Castellar del Riu i posteriorment del Castell d'Espinalbet, era una de les masies dedicades a l'explotació ramadera i forestal del terme. Durant l'època medieval les pastures d'aquest pla de Campllong foren cedides al monestir de Santa Maria de Poblet pels vescomtes del Berguedà, els senyors de Peguera i els Berga. La masia es construí a finals del segle xvii o principis del xviii, al peu de l'antic camí ral de Berga a Sant Llorenç de Morunys, prop del paradigmàtic Pi de les Tres Branques, símbol religiós al segle xviii i nacionalista als segles XIX i XX.